# Dotta tura
Dotta tura is een vlinder uit de familie van de dikkopjes (Hesperiidae). De soort is voor het eerst wetenschappelijk beschreven als Astictopterus tura door William Harry Evans in een publicatie uit 1951.
De soort komt voor in de bossen van Tanzania.